# Liste des matchs de l'équipe de France masculine de handball par adversaire
Cet article présente une liste non exhaustive des matchs de l'équipe de France masculine de handball par adversaire.

## Liste des matchs contre les sélections actuelles

### Albanie
La liste des confrontations France-Albanie est :
| Date         | Lieu            | Match            | Score | Compétition                                       | Référence |
| ------------ | --------------- | ---------------- | ----- | ------------------------------------------------- | --------- |
| 29 juin 2009 | Pescara, Italie | France - Albanie | 58-4  | Jeux méditerranéens de 2009 (1er Tour - Groupe A) | [ 3 ]     |

### Algérie
| Date            | Rencontres | Victoires | Nuls | Défaites | Buts pour | Buts contre | Différence |
| --------------- | ---------- | --------- | ---- | -------- | --------- | ----------- | ---------- |
| 20 janvier 2021 | 24         | 20        | 1    | 3        | 586       | 488         | +98        |

### Allemagne
| Date        | Rencontres | Victoires | Nuls | Défaites | Buts pour | Buts contre | Différence |
| ----------- | ---------- | --------- | ---- | -------- | --------- | ----------- | ---------- |
| 7 août 2024 | 57         | 28        | 7    | 22       | 1436      | 1397        | +39        |

Voir aussi Liste des matchs contre l'Allemagne de l'Est et l'Allemagne de l'Ouest (jusqu'en 1990).

### Angola
La liste des confrontations France-Angola est :
| Date            | Lieu           | Match           | Score | Compétition                                             | Référence |
| --------------- | -------------- | --------------- | ----- | ------------------------------------------------------- | --------- |
| 28 janvier 2005 | Radès, Tunisie | France - Angola | 40-18 | Championnat du monde 2005 (Tour préliminaire - Poule A) |           |

### Arabie saoudite
La France n'a joué que deux fois contre l'Arabie saoudite, pour un bilan de deux victoires :
| Date            | Lieu              | Match                    | Score         | Compétition                              | Référence |
| --------------- | ----------------- | ------------------------ | ------------- | ---------------------------------------- | --------- |
| 20 janvier 2003 | Madère, Portugal  | France - Arabie saoudite | 30-23         | Championnat du monde 2003 (Premier tour) | -         |
| 14 janvier 2023 | Katowice, Pologne | France - Arabie saoudite | 41-23 (24-14) | Championnat du monde 2023 (Premier tour) | [ 45 ]    |

### Argentine
| Rencontres | Victoires | Nuls | Défaites | Buts pour | Buts contre | Différence |
| ---------- | --------- | ---- | -------- | --------- | ----------- | ---------- |
| 17         | 17        | 0    | 0        | 526       | 370         | +156       |

### Australie
| Rencontres | Victoires | Nuls | Défaites | Buts pour | Buts contre | Différence |
| ---------- | --------- | ---- | -------- | --------- | ----------- | ---------- |
| 4          | 4         | 0    | 0        | 149       | 52          | +97        |

### Autriche
| Date            | Rencontres | Victoires | Nuls | Défaites | Buts pour | Buts contre | Différence |
| --------------- | ---------- | --------- | ---- | -------- | --------- | ----------- | ---------- |
| 24 janvier 1988 | 22         | 17        | 1    | 4        | 379       | 326         | +53        |
| 22 janvier 2024 | 37         | 31        | 1    | 5        | ???       | ???         | +??        |

### Bahreïn
La liste complète des confrontations France-Bahreïn est :
| Date            | Lieu         | Match            | Score   | Compétition                                     | Référence |
| --------------- | ------------ | ---------------- | ------- | ----------------------------------------------- | --------- |
| 17 janvier 2011 | Lund, Suède  | France - Bahreïn | 41 – 17 | Championnat du monde 2011 (1er tour - Groupe A) | [ 70 ]    |
| 3 août 2021     | Tokyo, Japon | France- Bahreïn  | 42 – 28 | Jeux olympiques 2021 (quart de finale)          | [ 71 ]    |

### Belgique
| Rencontres | Victoires | Nuls | Défaites | Buts pour | Buts contre | Différence |
| ---------- | --------- | ---- | -------- | --------- | ----------- | ---------- |
| 12         | 10        | 0    | 2        | 305       | 222         | +83        |

### Biélorussie
| Rencontres | Victoires | Nuls | Défaites | Buts pour | Buts contre | Différence |
| ---------- | --------- | ---- | -------- | --------- | ----------- | ---------- |
| 8          | 7         | 0    | 1        | 257       | 204         | ?+53       |

### Brésil
| Rencontres | Victoires | Nuls | Défaites | Buts pour | Buts contre | Différence |
| ---------- | --------- | ---- | -------- | --------- | ----------- | ---------- |
| 12         | 12        | 0    | 0        | 389       | 266         | +123       |

### Bulgarie
| Rencontres | Victoires | Nuls | Défaites | Buts pour | Buts contre | Différence |
| ---------- | --------- | ---- | -------- | --------- | ----------- | ---------- |
| 12         | 8         | 1    | 3        | ??        | ??          | ??         |

### Cameroun
La liste (incomplète) des confrontations France-Cameroun est :
| Date      | Lieu              | Match             | Score | Compétition       | Référence |
| --------- | ----------------- | ----------------- | ----- | ----------------- | --------- |
| mars 1978 | Douala, Cameroun  | Cameroun - France | 17-28 | Tournée africaine | [ 94 ]    |
| mars 1978 | Yaoundé, Cameroun | Cameroun - France | 16-28 | Tournée africaine | [ 94 ]    |

### Canada
| Rencontres | Victoires | Nuls | Défaites | Buts pour | Buts contre | Différence |
| ---------- | --------- | ---- | -------- | --------- | ----------- | ---------- |
| 3          | 3         | 0    | 0        | 88        | 46          | +42        |

### Chine
La liste des confrontations France-Chine est :
| Date         | Lieu         | Match          | Score | Compétition                                            | Référence |
| ------------ | ------------ | -------------- | ----- | ------------------------------------------------------ | --------- |
| 7 juin 1999  | Égypte       | France - Chine | 41-20 | Championnat du monde 1999 (match de poules - Groupe D) |           |
| 12 août 2008 | Pékin, Chine | Chine - France | 19-33 | Jeux olympiques de 2008 (1er Tour - Groupe A)          | [ 97 ]    |

### Congo
La liste (incomplète) des confrontations France-Congo est :
| Date         | Lieu | Match          | Score | Compétition       | Référence |
| ------------ | ---- | -------------- | ----- | ----------------- | --------- |
| janvier 1982 | ?    | Congo - France | 14-36 | Tournée africaine | [ 98 ]    |
| janvier 1982 | ?    | Congo - France | 17-28 | Tournée africaine | [ 98 ]    |

### Côte d'Ivoire
La liste (incomplète) des confrontations France-Côte d'Ivoire est :
| Date      | Lieu                   | Match                  | Score | Compétition       | Référence |
| --------- | ---------------------- | ---------------------- | ----- | ----------------- | --------- |
| mars 1978 | Abidjan, Côte d'Ivoire | Côte d'Ivoire - France | 16-30 | Tournée africaine | [ 99 ]    |

### Corée du Sud
| Date            | Rencontres | Victoires | Nuls | Défaites | Buts pour | Buts contre | Différence |
| --------------- | ---------- | --------- | ---- | -------- | --------- | ----------- | ---------- |
| 14 janvier 2019 | 17         | 12        | 1    | 4        | ?         | ?           | ?          |

### Cuba
| Rencontres | Victoires | Nuls | Défaites | Buts pour | Buts contre | Différence |
| ---------- | --------- | ---- | -------- | --------- | ----------- | ---------- |
| 8          | 6         | 0    | 2        | 215       | 167         | +48        |

### Croatie
| Rencontres | Victoires | Nuls | Défaites | Buts pour | Buts contre | Différence |
| ---------- | --------- | ---- | -------- | --------- | ----------- | ---------- |
| 37         | 21        | 1    | 15       | 957       | 926         | +33        |

### Danemark
| Rencontres | Victoires | Nuls | Défaites | Buts pour | Buts contre | Différence |
| ---------- | --------- | ---- | -------- | --------- | ----------- | ---------- |
| 67         | 33        | 4    | 30       | 1741      | 1770        | -19        |

### Égypte
| Rencontres | Victoires | Nuls | Défaites | Buts pour | Buts contre | Différence |
| ---------- | --------- | ---- | -------- | --------- | ----------- | ---------- |
| 43         | 33        | 4    | 6        | ??        | ??          | +??        |

### Espagne
| Type            | Rencontres | Victoires | Nuls | Défaites | Buts pour | Buts contre | Différence |
| --------------- | ---------- | --------- | ---- | -------- | --------- | ----------- | ---------- |
| Handball à onze | 3          | 0         | 1    | 2        | 11        | 14          | -3         |
| Handball à sept | 87         | 41        | 9    | 37       | 1943      | 1914        | +29        |

### États-Unis
| Rencontres | Victoires | Nuls | Défaites | Buts pour | Buts contre | Différence |
| ---------- | --------- | ---- | -------- | --------- | ----------- | ---------- |
| 18         | 18        | 0    | 0        | ??        | ??          | ??         |

### Finlande
| Rencontres | Victoires | Nuls | Défaites | Buts pour | Buts contre | Différence |
| ---------- | --------- | ---- | -------- | --------- | ----------- | ---------- |
| 11         | 7         | 1    | 3        | 199       | 166         | +33        |

### Grande-Bretagne
La liste des confrontations France-Grande-Bretagne est :
| Date            | Lieu                 | Match                    | Score | Compétition                                   | Référence |
| --------------- | -------------------- | ------------------------ | ----- | --------------------------------------------- | --------- |
| 29 juillet 2012 | Londres, Royaume-Uni | France - Grande-Bretagne | 44-15 | Jeux olympiques de 2012 (1er Tour - Groupe A) | [ 154 ]   |

### Grèce
| Rencontres | Victoires | Nuls | Défaites | Buts pour | Buts contre | Différence |
| ---------- | --------- | ---- | -------- | --------- | ----------- | ---------- |
| 14         | 12        | 1    | 1        | 389       | 274         | 115        |

### Hongrie
| Date        | Source            | Rencontres | Victoires | Nuls | Défaites | Buts pour | Buts contre | Différence |
| ----------- | ----------------- | ---------- | --------- | ---- | -------- | --------- | ----------- | ---------- |
| 4 août 2024 | kezitortenelem.hu | 41         | 20        | 3    | 18       | 968       | 988         | -20        |
| 4 août 2024 | FFHB              | 46         | 20        | 4    | 22       | ??        | ??          | ??         |

### Islande
| Date            | Rencontres | Victoires | Nuls | Défaites | Buts pour | Buts contre | Différence |
| --------------- | ---------- | --------- | ---- | -------- | --------- | ----------- | ---------- |
| mars 2004       | 38         | 20        | 4    | 14       | 824       | 804         | +20        |
| 26 juillet 2008 | 48         | 28        | 4    | 16       | 1135      | 1079        | +56        |
| 20 janvier 2024 | 66         | 40        | 7    | 19       | ?         | ?           | ?          |

### Israël
| Rencontres | Victoires | Nuls | Défaites | Buts pour | Buts contre | Différence |
| ---------- | --------- | ---- | -------- | --------- | ----------- | ---------- |
| 14         | 13        | 0    | 1        | 365       | 287         | +78        |

### Italie
| Date          | Rencontres | Victoires | Nuls | Défaites | Buts pour | Buts contre | Différence |
| ------------- | ---------- | --------- | ---- | -------- | --------- | ----------- | ---------- |
| 30 avril 2023 | 24         | 22        | 1    | 1        | ??        | ??          | +??        |

### Japon
| Date            | Rencontres | Victoires | Nuls | Défaites | Buts pour | Buts contre | Différence |
| --------------- | ---------- | --------- | ---- | -------- | --------- | ----------- | ---------- |
| 6 juin 2002     | 23         | 17        | 1    | 5        | ??        | ??          | ??         |
| 18 juillet 2021 | 32         | 25        | 1    | 6        | ??        | ??          | ??         |

### Koweït
La liste des confrontations France-Koweït est :
| Date            | Lieu           | Match           | Score | Compétition                                            | Référence |
| --------------- | -------------- | --------------- | ----- | ------------------------------------------------------ | --------- |
| 24 janvier 2001 | Nantes, France | Koweït - France | 14-30 | Championnat du monde 2001 (match de poules - Groupe B) |           |

### Lettonie
| Rencontres | Victoires | Nuls | Défaites | Buts pour | Buts contre | Différence |
| ---------- | --------- | ---- | -------- | --------- | ----------- | ---------- |
| 4          | 3         | 0    | 1        | 131       | 86          | +43        |

### Lituanie
| Rencontres | Victoires | Nuls | Défaites | Buts pour | Buts contre | Différence |
| ---------- | --------- | ---- | -------- | --------- | ----------- | ---------- |
| 3          | 2         | 1    | 0        | 72        | 61          | +11        |

### Luxembourg
| Rencontres | Victoires | Nuls | Défaites | Buts pour | Buts contre | Différence |
| ---------- | --------- | ---- | -------- | --------- | ----------- | ---------- |
| 5          | 5         | 0    | 0        | 148       | 75          | +73        |

### Libye
La liste des confrontations France-Libye est :
| Date              | Lieu              | Match          | Score | Compétition                 | Référence |
| ----------------- | ----------------- | -------------- | ----- | --------------------------- | --------- |
| 14 septembre 1983 | Casablanca, Maroc | France - Libye | 30-23 | Jeux méditerranéens de 1983 | [ 205 ]   |

### Macédoine du Nord
| Rencontres | Victoires | Nuls | Défaites | Buts pour | Buts contre | Différence |
| ---------- | --------- | ---- | -------- | --------- | ----------- | ---------- |
| 5          | 5         | 0    | 0        | 161       | 121         | +40        |

### Maroc
| Rencontres | Victoires | Nuls | Défaites | Buts pour | Buts contre | Différence |
| ---------- | --------- | ---- | -------- | --------- | ----------- | ---------- |
| 6          | 6         | 0    | 0        | 195       | 105         | +90        |

### Monténégro
| Rencontres | Victoires | Nuls | Défaites | Buts pour | Buts contre | Différence |
| ---------- | --------- | ---- | -------- | --------- | ----------- | ---------- |
| 3          | 3         | 0    | 0        | 97        | 71          | +26        |

### Norvège
| Rencontres | Victoires | Nuls | Défaites | Buts pour | Buts contre | Différence |
| ---------- | --------- | ---- | -------- | --------- | ----------- | ---------- |
| 57         | 34        | 3    | 20       | 1394      | 1335        | +59        |

### Pays-Bas
| Date           | Rencontres | Victoires | Nuls | Défaites | Buts pour | Buts contre | Différence |
| -------------- | ---------- | --------- | ---- | -------- | --------- | ----------- | ---------- |
| 4 janvier 2023 | 48         | 36        | 3    | 9        | ?         | ??          | +?         |

### Pologne
| Dates        | Rencontres | Victoires | Nuls | Défaites | Buts pour | Buts contre | Différence |
| ------------ | ---------- | --------- | ---- | -------- | --------- | ----------- | ---------- |
| 1958-1988    | 20         | 2         | 3    | 15       | 677       | 737         | -60        |
| 11 mars 2023 | 42         | 17        | 7    | 18       | ???       | ???         | ??         |

### Portugal
| Rencontres | Victoires | Nuls | Défaites | Buts pour | Buts contre | Différence |
| ---------- | --------- | ---- | -------- | --------- | ----------- | ---------- |
| 38         | 33        | 1    | 4        | 904       | 680         | +224       |

### Qatar
| Rencontres | Victoires | Nuls | Défaites | Buts pour | Buts contre | Différence |
| ---------- | --------- | ---- | -------- | --------- | ----------- | ---------- |
| 4          | 3         | 0    | 1        | 114       | 93          | +21        |

### Roumanie
| Date           | Rencontres     | Victoires | Nuls | Défaites | Buts pour | Buts contre | Différence |
| -------------- | -------------- | --------- | ---- | -------- | --------- | ----------- | ---------- |
| 5 janvier 1986 | 26             | 0         | 1    | 25       | ??        | ??          | ??         |
| 5 mars 1990    | 27             | 1         | 0    | 26       | 339       | 565         | -226       |
| 10 mars 1998   | 42             | 8         | 2    | 32       | 761       | 926         | -165       |
| 15 juin 2014   | 40 (A) + 7 (B) | 11 + 1    | 0    | 29 + 6   | 708 + 118 | 836 + 149   | -159       |
| 16 juin 2019   | 53             | 16        | 2    | 35       | ??        | ??          | ??         |

Remarque : les statistiques données par les fédérations française et roumaine ne sont pas totalement cohérentes...

### Russie
| Date            | Rencontres | Victoires | Nuls | Défaites | Buts pour | Buts contre | Différence |
| --------------- | ---------- | --------- | ---- | -------- | --------- | ----------- | ---------- |
| 20 juillet 2008 | 38         | 14        | 3    | 21       | 967       | 953         | +8         |
| 17 janvier 2019 | 44         | 20        | 3    | 21       | 1147      | 1105        | +42        |

Voir aussi Liste des matchs contre l'Union soviétique

### Sénégal
La liste (incomplète) des confrontations France-Sénégal est :
| Date      | Lieu           | Match            | Score | Compétition       | Référence |
| --------- | -------------- | ---------------- | ----- | ----------------- | --------- |
| mars 1978 | Dakar, Sénégal | Sénégal - France | 9-21  | Tournée africaine | [ 270 ]   |

### Serbie
| Rencontres | Victoires | Nuls | Défaites | Buts pour | Buts contre | Différence |
| ---------- | --------- | ---- | -------- | --------- | ----------- | ---------- |
| 15         | 11        | 1    | 3        | 474       | 411         | +63        |

### Slovaquie
| Rencontres | Victoires | Nuls | Défaites | Buts pour | Buts contre | Différence |
| ---------- | --------- | ---- | -------- | --------- | ----------- | ---------- |
| 7          | 6         | 0    | 1        | 223       | 164         | +59        |

### Slovénie
| Date            | Rencontres | Victoires | Nuls | Défaites | Buts pour | Buts contre | Différence |
| --------------- | ---------- | --------- | ---- | -------- | --------- | ----------- | ---------- |
| 16 janvier 2023 | 27         | 20        | 3    | 4        | 808       | 690         | +118       |

### Suède
| Rencontres | Victoires | Nuls | Défaites | Buts pour | Buts contre | Différence |
| ---------- | --------- | ---- | -------- | --------- | ----------- | ---------- |
| 58         | 21        | 4    | 33       | 1364      | 1419        | -55        |

### Suisse
| Type             | Rencontres | Victoires | Nuls | Défaites | Buts pour | Buts contre | Différence |
| ---------------- | ---------- | --------- | ---- | -------- | --------- | ----------- | ---------- |
| Handball à onze  | 5          | 0         | 0    | 5        | 30        | 72          | -42        |
| Handball à sept, | 70         | 37        | 10   | 23       | 1341      | 1242        | +99        |
| Total            | 75         | 37        | 10   | 28       | 1371      | 1314        | +57        |

### Tchéquie
| Rencontres | Victoires | Nuls | Défaites | Buts pour | Buts contre | Différence |
| ---------- | --------- | ---- | -------- | --------- | ----------- | ---------- |
| 19         | 13        | 1    | 5        | 565       | 465         | +100       |

### Tunisie
| Date           | Rencontres | Victoires | Nuls | Défaites | Buts pour | Buts contre | Différence |
| -------------- | ---------- | --------- | ---- | -------- | --------- | ----------- | ---------- |
| 4 janvier 2024 | 49         | 39        | 3    | 7        | 1217      | 1016        | +201       |

### Turquie
| Rencontres | Victoires | Nuls | Défaites | Buts pour | Buts contre | Différence |
| ---------- | --------- | ---- | -------- | --------- | ----------- | ---------- |
| 6          | 6         | 0    | 0        | 174       | 123         | +51        |

### Ukraine
| Rencontres | Victoires | Nuls | Défaites | Buts pour | Buts contre | Différence |
| ---------- | --------- | ---- | -------- | --------- | ----------- | ---------- |
| 6          | 6         | 0    | 0        | 174       | 118         | +56        |

## Liste des matchs contre des sélections n'existant plus

### Allemagne de l'Est
| Rencontres  | Victoires | Nuls       | Défaites   |
| ----------- | --------- | ---------- | ---------- |
| au moins 12 | 2         | au moins 1 | au moins 9 |

### Allemagne de l'Ouest
| Rencontres | Victoires | Nuls | Défaites | Buts pour | Buts contre | Différence |
| ---------- | --------- | ---- | -------- | --------- | ----------- | ---------- |
| 20         | 2         | 1    | 17       | 272       | 436         | -164       |

Voir aussi Liste des matchs contre l'Allemagne

### Serbie-et-Monténégro / RF Yougoslavie
| Rencontres | Victoires | Nuls | Défaites | Buts pour | Buts contre | Différence |
| ---------- | --------- | ---- | -------- | --------- | ----------- | ---------- |
| 9 (+1)     | 5         | 0    | 4        | 198       | 204         | -6         |

### Tchécoslovaquie
| Rencontres | Victoires | Nuls | Défaites | Buts pour | Buts contre | Différence |
| ---------- | --------- | ---- | -------- | --------- | ----------- | ---------- |
| 9          | 3         | 1    | 5        | 158       | 186         | -28        |

### Union soviétique
| Rencontres | Victoires | Nuls | Défaites | Buts pour | Buts contre | Différence |
| ---------- | --------- | ---- | -------- | --------- | ----------- | ---------- |
| 26         | 2         | 1    | 23       | 513       | 683         | -170       |

Voir aussi Liste des matchs contre la Russie

### Yougoslavie
| Rencontres | Victoires | Nuls | Défaites | Buts pour | Buts contre | Différence |
| ---------- | --------- | ---- | -------- | --------- | ----------- | ---------- |
| 9          | 0         | 1    | 8        | 182       | 241         | -59        |